# Swans (EP)
Pour les articles homonymes, voir Swans.
Albums de Swans
Filth (en)
(1983)
Swans est la première œuvre et le premier EP du groupe de rock expérimental américain Swans, publié par Labor Records en 1982.

## Contexte
Après la sortie de l'EP en 1982, un remaster de l'album est inclus dans la réédition en 1990 de l'album de Swans Filth (en) sur le label de Michael Gira Young God Records (en). Sur cette réedition, et ce contrairement à l'édition originale de l'EP, les titres de chaque face sont inversés.
Bien que Filth a été réédité successivement en 1999 et en 2014, et ce sans les titres de l'EP, Swans ne l'a été qu'en 2015 à l'occasion du Record Store Day.

## Liste des pistes
| 1.    | Laugh          | 4:06 |
| 2.    | Speak          | 4:31 |
| 3.    | Take Advantage | 4:29 |
| 4.    | Sensitive Skin | 6:16 |
| 19:23 |                |      |

## Crédits
- Michael Gira : guitare basse et chant
- Jonathan Kane (en) : batterie
- Bob Pezzola : guitare électrique
- Daniel Galli-Duani : saxophone